# (33807) 1999 XF71
1999 XF71 (asteroide 33807) é um asteroide da cintura principal. Possui uma excentricidade de 0.15807460 e uma inclinação de 8.15266º.
Este asteroide foi descoberto no dia 7 de dezembro de 1999 por LINEAR em Socorro.